# Jacek Abramowicz
Jacek Abramowicz (ur. 11 września 1934 w Milejowie, zm. 29 lutego 2020 w Lublinie) – polski muzyk, pianista, kompozytor, aranżer, artysta estradowy. Mąż tancerki baletowej Danuty Abramowicz, ojciec pianisty jazzowego Bartłomieja Abramowicza. 

## Życiorys
Ukończył studia prawnicze oraz uzyskał dyplom na kierunku muzyki estradowej. W okresie studiów 1954–1959 był założycielem i liderem zespołu „Bemol”, pierwszego zespołu jazzowego (dixieland) w powojennym Lublinie. Współtworzył istniejący 30 lat lubelski kabaret „Czart”. Założył kabaret „Kant”. Jest członkiem stowarzyszenia ZAIKS (około 200 kompozycji). Współpracował z Teatrem im. Juliusza Osterwy w Lublinie. Był przewodniczącym Okręgowej Rady Muzyków Rozrywkowych Związku Zawodowego Pracowników Kultury i Sztuki. Przez 10 lat kierował Klubem Dziennikarzy i Środowisk Twórczych „Nora” w Lublinie. Brał udział w setkach koncertów estradowych jako akompaniator. Współpracował z wieloma zespołami i teatrami.
Pochowany na cmentarzu przy ulicy Lipowej w Lublinie.

## Twórczość
Wybrane tytuły kompozycji autorskich
- Ballada o Lublinie
- To było dawno
- Jesienna piosenka
- Charleston starszego pana
- Taki deszcz
- Jakoś tam leci
- Rozmowa piosenek
- Ballada naiwna
- Kosmiczny Dyzio
- Piosenka starego fotografa

Wybrane tytuły programów Kabaretu „Czart” z muzyką i udziałem Jacka Abramowicza
- Tele – Fere – Kuku
- Ballady i niuanse (według Adama Mickiewicza)
- Kosmiczna heca
- Oj czasy... czasy...
- Leg(l)endy Lubelskie
- Nie Boży Dar
- Rozmowa kontrolowana
- I co dalej?
- Cięte kwiatki
- Głębokie zanurzenie
- I co z tego?